# 마사히토 친왕비 하나코

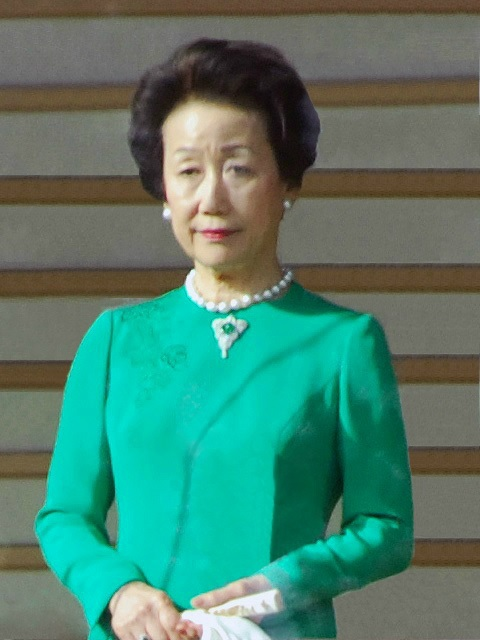
마사히토 친왕비 하나코

마사히토 친왕비 하나코(일본어: 正仁親王妃華子)는 일본의 황족으로 히타치노미야 마사히토 친왕(常陸宮正仁親王)의 비이다. 혼인 전의 이름은 쓰가루 하나코(津軽華子). 신위(身位)는 친왕비(親王妃, 히타치노미야 비(常陸宮妃)). 전후 유일한 화족가 출신 친왕비에 해당한다.

## 가계
친조부는 오와리 도쿠가와 남작가(오와리 분가) 초대 당주 도쿠가와 요시쿠미(徳川義恕)이며 양조부는 히로사키 쓰가루 백작가 제2대 당주 쓰가루 후사마로(津軽英麿)이다. 친외조부는 고쿠라 오가사와라 백작가 초대 당주 오가사와라 다다노부(小笠原忠忱)이며 양외조부는 무쓰 히로사키 번 마지막 번주 쓰가루 쓰구아키라(津軽承昭)이다. 아버지는 쓰가루 백작가 제3대 당주 쓰가루 요시타카(津軽義孝)이다.